# Melmerby (Harrogate)
Melmerby – wieś w Anglii, w hrabstwie North Yorkshire, w dystrykcie (unitary authority) North Yorkshire. Leży 37 km na północny zachód od miasta York i 312 km na północ od Londynu.